# Daïra de Beni Ounif
La daïra de Beni Ounif est une daïra d'Algérie située dans la wilaya de Béchar et dont le chef-lieu est la ville éponyme de Beni Ounif.

## Communes
La daïra de Beni Ounif ne comprend qu'une seule commune : Beni Ounif.
La population totale de la daïra est de 11 209 habitants pour une superficie de 16 600 km2.